# Alberts Sarkanis
Alberts Sarkanis (ur. 6 kwietnia 1960 w Dubnej k. Dyneburga) – łotewski filolog i dyplomata, ambasador na Litwie, w latach 2004–2009 ambasador w Polsce i Stolicy Apostolskiej, zaś w latach 2013–2018 ambasador w Czechach. 

## Życiorys
W 1984 ukończył studia na Wydziale Filologicznym Łotewskiego Uniwersytetu Państwowego (LVU). Został zatrudniony w Akademii Nauk Łotewskiej SRR oraz LVU.
W 1990 podjął pracę w Ministerstwie Spraw Zagranicznych Republiki Łotewskiej. Trzy lata później uzyskał stopień doktora nauk humanistycznych na Uniwersytecie Wileńskim, a w 2000 ukończył kurs w Centrum Bezpieczeństwa Politycznego w Genewie.
W latach 1991–1996 pełnił funkcję posła i ambasadora Łotwy w Wilnie. Od marca 1998 do kwietnia 2000 reprezentował Łotwę w Helsinkach jako ambasador nadzwyczajny i pełnomocny. W maju 2003 prezydent Vaira Vīķe-Freiberga mianowała go przedstawicielem państwa przy Stolicy Apostolskiej z rezydencją w Warszawie. Misję pełnił w latach 2003–2009. Od 2004 sprawował funkcję ambasadora w Rzeczypospolitej Polskiej, a od 2006 reprezentował kraj również w Rumunii i Bułgarii. 
W 2009 został ambasadorem w Kazachstanie, następnie zaś inspektorem generalnym MSZ. We wrześniu 2013 złożył listy uwierzytelniające jako ambasador nadzwyczajny i pełnomocny w Czechach. W lipcu 2014 został akredytowany przy prezydenturze Bośni i Hercegowiny. Sprawował funkcję ambasadorską także w Kosowie oraz Macedonii. Misję w Czechach pełnił do 2018, po czym powrócił na Łotwę. 
Deklaruje znajomość języków litewskiego, polskiego, angielskiego oraz podstaw francuskiego i fińskiego. Jest członkiem Międzynarodowego Stowarzyszenia Dialektologicznego i Geolingwistycnzego. Znajduje się wśród autorów kilku publikacji naukowych, m.in. Dignājas izloksne (1994), Lietuviešu-latviešu vārdnīca (Słownik litewsko-łotewski, 1995), Kalupes vārdnīca 2 (1998), Latviešu-poļu vārdnīca (2011), Latviešu valodas atlants. Fonētika (2013).

## Odznaczenia
- Medal Pamiątkowy 13 Stycznia – 1992, Litwa[9]
- Wielki Krzyż Komandorski Orderu Wielkiego Księcia Giedymina – 1996, Litwa[9]
- Order Świętego Grzegorza Wielkiego – 2005, Watykan[10]
- Krzyż Komandorski Orderu Zasługi RP – 2005, Polska[11]
- Krzyż Komandorski z Gwiazdą Orderu Zasługi RP – 2009, Polska[12]
- Krzyż Komandorski z Gwiazdą Orderu Odrodzenia Polski – 2012, Polska[13][14]

## Źródła
- Alberts Sarkanis. vle.lt. [dostęp 2025-01-24]. (lit.).
- Alberts Sarkanis. latgalesdati.du.lv. [dostęp 2025-01-24]. (łot.).